# 步之華陽洞，不謁宋先生
步之華陽洞，不謁宋先生，又作步之花陽同，不謁宋先生，是朝鲜王朝的諷刺和流行語。創作者為17世紀文臣及學者、南人黨黨首許穆。首句又作寶之華陽洞、寶之花陽洞，在韓語都是同音字。
南人黨的黨首許穆至政敵西人老論黨首宋時烈的住所華陽洞寻访，但是遭到宋時烈的拒绝。許穆於是赋诗一首“步之華陽洞，不謁宋先生”。雖然這句在漢語文言文中意思僅僅是「步行到華陽洞，未獲宋先生接見」，但在韓語中卻包含著另外一層意思。“步之”的韓語發音為，也有“女性陰部”的意思；而“不謁”在韓國語中發音，也有男性“睾丸”的意思。華陽洞則是宋時烈故鄉和他的別號。

## 外部連結
- 송 정승과 허 정승에 얽힌 화양동 일화:향토문화자원 Archive.today的存檔，存档日期2012-07-09 
- 화양구곡과 우암 송시열 충북인뉴스 2004년 02월 29일자 